# Marne-la-Vallée
Marne-la-Vallée är en av nio stycken så kallade villes nouvelles (nya städer) i Frankrike. 
Marne-la-Vallée består av 4 sektorer, sträcker sig över 3 departement, omfattar 27 kommuner och ligger öster om Paris. Marne-la-Vallée är för utomstående förmodligen mest känt för Disneyland Paris, vilket ligger längst österut ca 35 kilometer från Paris, i sektor 4, Val d'Europe.

## Situation
Marne-la-Vallée grundades på 1960-talet på en yta omfattande 26 kommuner belägna i departementen Seine-et-Marne, Seine-Saint-Denis och Val-de-Marne samtliga i regionen Île-de-France.
Marne-la-Vallée är uppdelat i 4 sektorer. Dessa är:
1. Porte de Paris bestående av en kommun från departementet Seine-Saint-Denis (Noisy-le-Grand) och två kommuner från departementet Val-de-Marne (Bry-sur-Marne och Villiers-sur-Marne) ;
2. Val Maubuée bestående av sex kommuner från departementet Seine-et-Marne : Champs-sur-Marne, Croissy-Beaubourg, Émerainville, Lognes, Noisiel och Torcy ;
3. Val de Bussy bestående av 12 kommuner från departementet Seine-et-Marne : Bussy-Saint-Georges, Bussy-Saint-Martin, Chanteloup-en-Brie, Collégien, Conches-sur-Gondoire, Ferrières-en-Brie, Gouvernes, Guermantes, Jossigny, Lagny-sur-Marne, Montévrain och Saint-Thibault-des-Vignes ;
4. Val d'Europe bestående av sex kommuner från departementet Seine-et-Marne : Bailly-Romainvilliers, Chessy, Coupvray, Magny-le-Hongre, Serris samt Villeneuve-le-Comte. Denna sektor är stadd i mycket kraftig utveckling.

## Befolkning
Invånarna i Marne-la-Vallée ska benämnas Marnovalliens.
Samtliga sektorer har under de senaste 30 åren genomgått en mycket kraftig befolkningstillväxt, vilket återspeglas i tabellen nedan:
| Sektor             | 1968   | 1975    | 1982    | 1990    | 1999    | 2006    | 2007    | 2020 (beräknat) |
| ------------------ | ------ | ------- | ------- | ------- | ------- | ------- | ------- | --------------- |
| Porte de Paris     | 52 901 | 61 225  | 74 775  | 90 598  | 99 849  | 105 695 | 105 870 | 125 000         |
| Val Maubuée (SAN)  | 10 270 | 15 414  | 47 179  | 78 952  | 85 128  | 85 869  | 85 846  | 100 000         |
| Val de Bussy       | 21 353 | 23 938  | 27 431  | 36 043  | 49 746  | 63 056  | 65 036  | 70 000          |
| Val d'Europe (SAN) | 1 829  | 2 543   | 3 264   | 5 242   | 11 884  | 22 286  | 23 664  | 60 000          |
| TOTAL              | 86 353 | 103 120 | 152 649 | 210 835 | 246 607 | 276 906 | 280 396 | 355 000         |